# Monika Küble
Monika Küble (geboren 1960 in Bergatreute), Pseudonym Helene Wiedergrün, ist eine deutsche Autorin von historischen Büchern und Kriminalromanen sowie Übersetzerin.

## Leben
Küble ist geboren und aufgewachsen in Bergatreute bei Bad Waldsee. Sie studierte nacheinander Sozialpädagogik, dann italienische Sprache und Kultur sowie schließlich Romanistik, Germanistik und Kunstgeschichte.
Neben ihrer schriftstellerischen Tätigkeit arbeitet sie freiberuflich als Reiseleiterin und Stadtführerin und betreibt ein Reisebüro. Zwischenzeitlich lebte sie in Konstanz und unterrichtete am Euregiogymnasium in Romanshorn.
Heute lebt Küble auf der Insel Reichenau bei Konstanz.

## Schriftstellerische Tätigkeit
Küble begann ihr Schreiben mit Kriminalromanen über die Protagonistin Apollonia Katzenmaier, die in Oberschwaben angesiedelt sind und meist auf Vorfällen basieren, die in die Vergangenheit zurückreichen. Dafür benutzte sie das Pseudonym Helene Wiedergrün.
Inzwischen schreibt sie historische Romane vom Bodensee und mit Schwerpunkt auf dem Konstanzer Konzil. Außerdem übersetzte sie anlässlich des 600-jährigen Jubiläums des Konstanzer Konzils gemeinsam mit Henry Gerlach die Chronik des Ulrich Richental in heutiges Hochdeutsch.
Küble ist Mitglied des Vereins Mörderische Schwestern zur Förderung von Frauen geschriebener Kriminalliteratur.

## Werke (Auswahl)
historische Romane
- In nomine diaboli (mit Henry Gerlach), Gmeiner 2013[4]
- Das Geheimnis der Ordensfrau (mit Henry Gerlach), Gmeiner 2016
- Brennende Wahrheit Gmeiner 2017, ISBN 978-3-8392-2014-6[5]

Regional-Krimis über Apollonia Katzenmaier (als Helene Wiedergrün)
- Der Tote in der Grube. Silberburg Verlag, 2006
- Blutmond. Piper Verlag, 2010[1]
- Blutmadonna. Gmeiner Verlag, 2013

Übersetzung
- Augenzeuge des Konstanzer Konzils: Die Chronik des Ulrich Richental. (mit Henry Gerlach) WBG, Darmstadt 2014 / Theiss, Stuttgart 2014, ISBN 978-3-8062-2901-1

Regionales
- Bodensee und Oberschwaben. Diese Hügel sind mir nah. 8 Grad Verlag, Freiburg 2022, ISBN 978-3-910228-02-3

## Auszeichnungen
2009 erhielt Küble ein Stipendium des Förderkreises deutscher Schriftsteller in Baden-Württemberg.